# Josip Kupertinski
Josip Kupertinski (Copertino, 17. lipnja 1603. – Osimo, 18. rujna 1663.), katolički prezbiter, kapucin, konventualac i svetac.

## Životopis
Giuseppe Maria Desa se rodio 17. lipnja 1603. u Copertinu, u talijanskoj pokrajini Apuliji. Bio je najmlađi sin iz siromašne obitelji Felicea i Franceschine Desa. Silno je želio postati svećenikom te je bio zaređen 1628. godine. 
Papa Aleksandar VII. 12. lipnja 1656. donio je odluku da se otac Josip može pridružiti redovnicima konventualcima u samostanu sv. Franje u Osimu kraj Ancone. Josip je tu proveo posljednje godine svojega života. Umro je u zoru 18. rujna 1663. Proces za ispitivanje Josipove svetosti vodio je pravnik Prosper Lambertini koji će kao papa Benedikt XIV., 24. veljače 1753. godine, potpisati dekret o Josipovoj beatifikaciji. Svetim ga je proglasio papa Klement XIII., 16. srpnja 1857. godine.
Spomendan mu se slavi 18. rujna.